# 广东省人民代表大会
广东省人民代表大会，简称广东省人大，是中华人民共和国广东省的地方国家权力机关。其常设机构为广东省人民代表大会常务委员会。